# Pakistanische Cricket-Nationalmannschaft in England in der Saison 1982
Die Tour der pakistanischen Cricket-Nationalmannschaft nach England in der Saison 1982 fand vom 17. Juli bis zum 31. August 1982 statt. Die internationale Cricket-Tour war Bestandteil der Internationalen Cricket-Saison 1982 und umfasste drei Tests und zwei ODIs. England gewann die Test-Serie 2–1 und die ODI-Serie 2–0.

## Vorgeschichte
England spielte zuvor eine Tour gegen Indien, für Pakistan war es die erste Tour der Saison.
Das letzte Aufeinandertreffen der beiden Mannschaften bei einer Tour fand in der Saison 1978 in England statt.

## Stadien
Die folgenden Stadien wurden für die Tour als Austragungsort vorgesehen.
| Stadion                     | Stadt      | Kapazität | Spiele  |
| --------------------------- | ---------- | --------- | ------- |
| Edgbaston Cricket Ground    | Birmingham | 24.803    | 1. Test |
| Headingley Stadium          | Leeds      | 17.000    | 3. Test |
| Lord’s Cricket Ground       | London     | 30.000    | 2. Test |
| Old Trafford Cricket Ground | Manchester | 19.000    | 2. ODI  |
| Trent Bridge                | Nottingham | 15.350    | 1. ODI  |

## Kaderlisten
| Test | Test | ODI | ODI |
| England | Pakistan | England | Pakistan |
| --- | --- | --- | --- |
| - Ian Botham - Graeme Fowler - Mike Gatting - David Gower - Ian Greig - Eddie Hemmings - Robin Jackman - Allan Lamb - Vic Marks - Geoff Miller - Derek Pringle - Derek Randall - Chris Tavaré - Paul Taylor - Bob Willis | - Abdul Razzaq - Ehteshamuddin - Haroon Rasheed - Imran Khan - Javed Miandad - Majid Khan - Mansoor Akhtar - Mohsin Kamal - Mudassar Nazar - Sarfraz Nawaz - Sikander Bakht - Tahir Naqqash - Wasim Bari - Wasim Raja - Zaheer Abbas | - Ian Botham - Mike Gatting - David Gower - Eddie Hemmings - Allan Lamb - Geoff Miller - Derek Pringle - Derek Randall - Chris Tavaré - Paul Taylor - Bob Willis | - Imran Khan - Iqbal Qasim - Javed Miandad - Majid Khan - Mansoor Akhtar - Mohsin Kamal - Mudassar Nazar - Sarfraz Nawaz - Sikander Bakht - Tahir Naqqash - Wasim Raja - Wasim Bari - Zaheer Abbas |

## One-Day Internationals

### Erstes ODI in Nottingham
| 17. Juli Scorecard | Nottingham | Pakistan 250-6 (55/55)        | – | England 252-3 (47.1/55) |
|                    |            | England gewinnt mit 7 Wickets |   |                         |

### Zweites ODI in Manchester
| 19. Juli Scorecard | Manchester | England 295-8 (55/55)       | – | Pakistan 222 (49.4/55) |
|                    |            | England gewinnt mit 73 Runs |   |                        |

## Tests

### Erster Test in Birmingham
| 29. Juli – 1. August Scorecard | Birmingham | England 272 (92.3) & 291 (105.3) | – | Pakistan 251 (79.2) & 199 (56.4) |
|                                |            | England gewinnt mit 113 Runs     |   |                                  |

### Zweiter Test in London
| 22. – 26. Juni Scorecard | London (Lord’s) | Pakistan 428-8d (139) & 77-0 (13.1) | – | England 227 (86) & 276 (119.5) (f/o) |
|                          |                 | Pakistan gewinnt mit 10 Wickets     |   |                                      |

### Dritter Test in Leeds
| 26. – 31. August Scorecard | Leeds | Pakistan 275 (100.5) & 199 (81) | – | England 256 (89.2) & 219-7 (80.2) |
|                            |       | England gewinnt mit 3 Wickets   |   |                                   |